# 林朴入門入
林 朴入門入（はやし ぼくにゅうもんにゅう、1670年（寛文10年） - 1740年8月21日（元文5年7月29日））は、江戸時代の囲碁棋士で、家元林家の四世林門入、七段。本因坊道策門下、元の名は片岡因的、林家跡目となって林因竹。隠居後に朴入を名乗り、後世には朴入門入と呼ばれる。

## 経歴
1705年(宝永2年)七段時に、井上道節因碩の計らいで三世林玄悦門入の養子となり、林因竹を名乗る。同年御城碁に初出仕、井上因節に先番３目勝。またこの時は安井仙角と本因坊道知の最初の先相先での対局もあり、下打ちの際に翌朝の終局まで同席して、道知1目勝の結果を後見の道節に伝える役を果たした。翌1706年に玄悦が隠居して家督を相続し、四世林門入となる。
1710年(宝永7年)に琉球国屋良里之子への免状発行のために道節が碁所就位する際には、道節の意を道知に伝え、道知に碁所出願を依頼した。1719年(享保4年)の道節の死後は道知が実力抜きん出ていたにもかかわらず、碁所が空位のままであったことを三家、安井仙角、井上策雲因碩、朴入に対して詰問され、道知の準名人（八段）昇段を推挙、この際に最年長の朴入が三家の総代として道知に意向を伝えた。翌1720年に朴入、因碩が道知の名人碁所就位を出願し、道知は碁所となる。同年、仙角、因碩とともに八段昇段。
1720年に道知門下の井家道蔵を跡目とし、1726年に隠居して家督を譲り、朴入を号する。御城碁は21局を勤めた。1740年死去、林家代々に同じく浅草誓願寺快楽院に葬られた。

### 御城碁戦績
- 1705年（宝永2年） 先番3目勝 井上因節
- 1706年（宝永3年） 白番４目負 井上因節
- 1707年（宝永4年） 先番5目勝 安井仙角
- 1708年（宝永5年） 白番4目負 安井仙角
- 1709年（宝永6年） 白番4目負 井上因節
- 1710年（宝永7年） 先番3目勝 井上因節
- 1711年（正徳元年） 白番5目負 本因坊道知
- 1712年（正徳2年） 先番2目勝 本因坊道知
- 1713年（正徳3年） 先番3目勝 安井仙角
- 1714年（正徳4年） 白番4目負 安井仙角
- 1715年（正徳5年） 白番3目負 井上因節
- 1716年（享保元年） 先番3目勝 井上因節
- 1717年（享保2年） 白番4目負 安井仙角
- 1718年（享保3年） 先番2目勝 本因坊道知
- 1719年（享保4年） 白番5目負 本因坊道知
- 1720年（享保5年） 先番3目勝 安井仙角
- 1721年（享保6年） 白番4目負 井上友碩
- 1722年（享保7年） 白番4目負 安井仙角
- 1723年（享保8年） 向二子ジゴ 本因坊知伯
- 1724年（享保9年） 先番5目勝 井上友碩
- 1725年（享保10年） 先番4目勝 井上策雲因碩